# New Zealand Army
La New Zealand Army (appelée depuis 1994 en maori Ngāti Tūmatauenga, soit la « tribu du dieu de la guerre » de la mythologie maorie) est l'armée de terre de la New Zealand Defence Force. Elle comprend dans les années 2010 environ 4 500 militaires à temps plein et 2 000 réservistes et civils.

## Historique

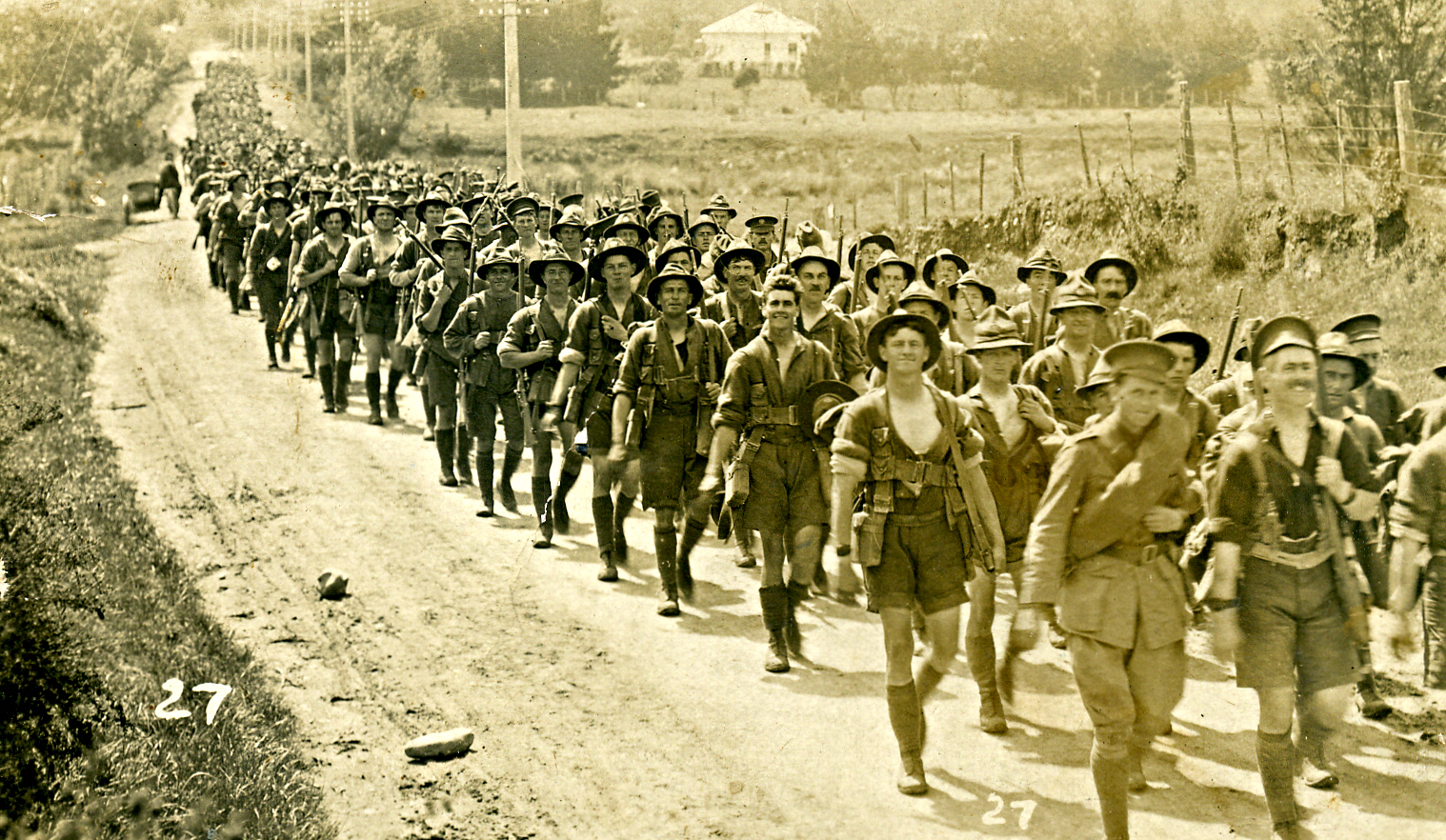
Soldats néo-zélandais se dirigeant vers leur embarquement pour l'Europe le 14 avril 1916.

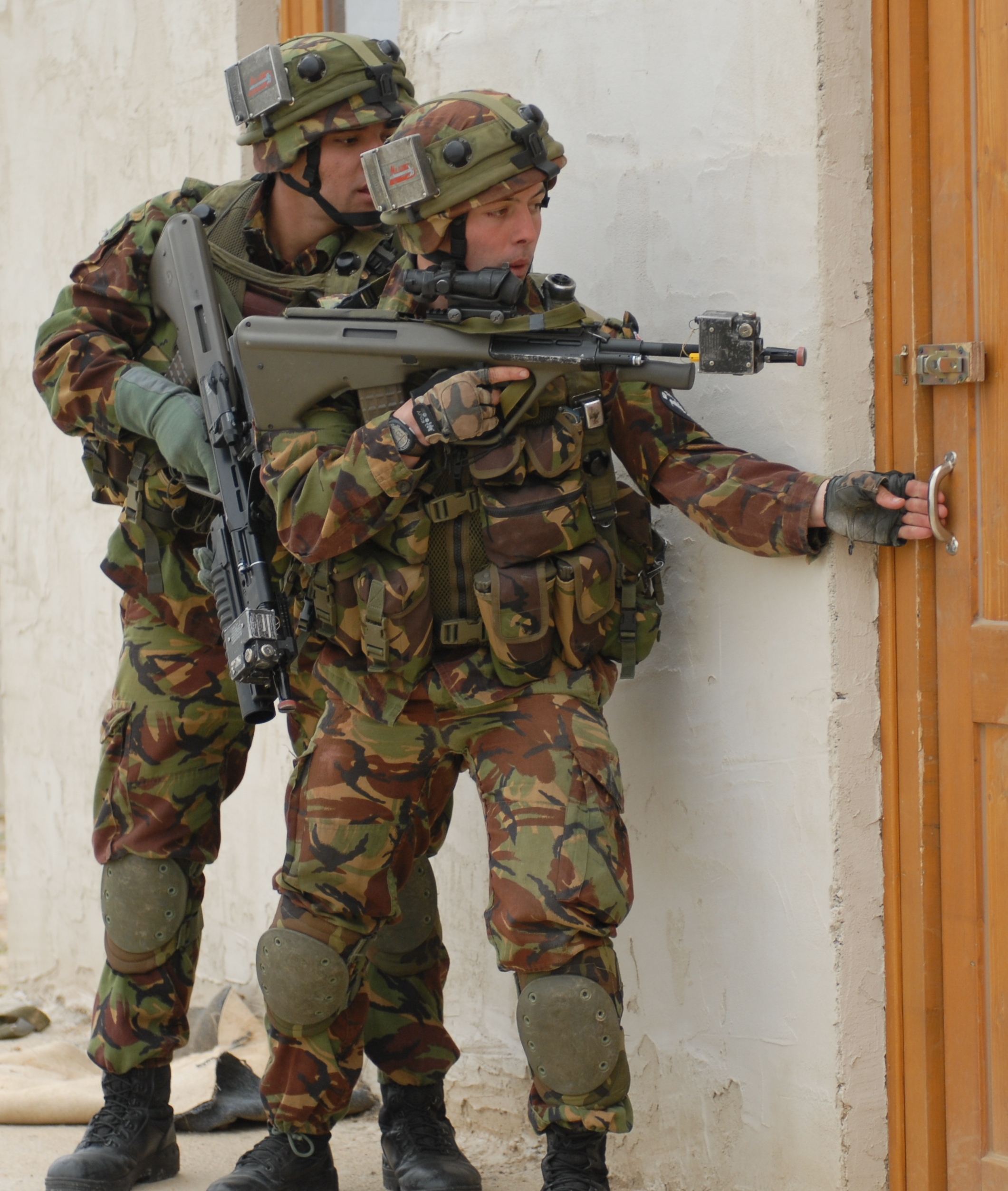
Fantassins du 2/ Battalion, Royal New Zealand Infantry Regiment en exercice en 2008 armés de Steyr AUG.

L'origine des forces néo-zélandaises remonte à la création de milices par la colonie de Nouvelle-Zélande, membre de l'empire britannique, lors des guerres maories en 1845. La première force militaire permanente est créée en 1862.
Elle a envoyé des troupes combattre dans la guerre des Boers, les Première et Seconde guerres mondiales essentiellement au sein du corps d'armée australien et néo-zélandais (ANZAC), dans la guerre de Corée au sein de la 1st Commonwealth Division (la Kayforce composée du 16e régiment d'artillerie de campagne armé de Ordnance QF 25 pounder et de petites unités auxiliaires regroupant de 1 056 volontaires arrive le 31 décembre 1950 et rejoint initialement la 27e brigade du Commonwealth, 4 700 hommes ont servi avec Kayforce au cours des sept années de son engagement en Corée. 43 ont perdu la vie au cours de cette période, dont 31 pendant la guerre. Le 16e régiment d'artillerie a tiré environ 750 000 obus), la guerre du Viêt Nam au sein du contingent australien, au Timor oriental et en Afghanistan. En 2007, des troupes néo-zélandaises sont présentes en Afghanistan (province de Bamiyan), Timor oriental, les îles Salomon, et au Sinaï avec la FMO.
Au début du XXIe siècle, elle représente l’équivalent d'une brigade légère d'infanterie mécanisée. Elle est membre à part entière depuis 2006 du programme des armées ABCA visant à rendre interopérables les forces des pays anglo-saxons.

## Organigramme

### En décembre 1941
Au moment du déclenchement de la guerre du Pacifique, les forces néo-zélandaises participent à la guerre du Désert, à la guerre aérienne en Europe et la défense des positions alliées en Asie-Pacifique :
Armée de terre, général Edward Puttick (en), chef d'état-major
- Forces armées métropolitaines (Forces actives, réserves territoriales et Home Guard (New Zealand) (en))
  - Northern Military District (Auckland) :

4 divisions territoriales
Principales unités : 1st Brigade, 1st Monted Rifle Brigade, 1st Artillery Bridage Group
- - Central Military District (Wellington) :

4 divisions territoriales
Principales unités : 2nd Brigade, 2nd Monted Rifle Brigade, 2nd Artillery Bridage Group
- - Southern Military District (Christchurch, île du sud)

4 divisions territoriales
Principales unités : 3e Brigade, 3nd Monted Rifle Brigade, 3nd Artillery Bridage Group
2nd New Zealand Expeditionary Force (NZEF)
- Section Pacifique :

8th Brigade Group (en) renforcé, général Cunningham : 5 bataillons aux Fidji avec détachements aux Samoa, aux îles Cook, à Tahiti et en Nouvelle-Calédonie
- Section Proche-Orient :

2e division d'infanterie (Nouvelle-Zélande), général Bernard Freyberg : 4e, 5e et 6e brigades au royaume d'Égypte

### En 2016
En juin 2016, les effectifs de l’armée de terre sont de 6 682 personnes dont 13 % de femmes répartis ainsi :
- Personnel d'active : 4 584
- Personnel de réserve : 1 671
- Civils : 427

À cette date, toutes les unités d'active sont regroupées dans une seule brigade contre deux dans les années 2000. Les formations sont les suivantes (tous les bataillons d'infanterie dépendent du Royal New Zealand Infantry Regiment (en)) :
1(NZ) Brigade

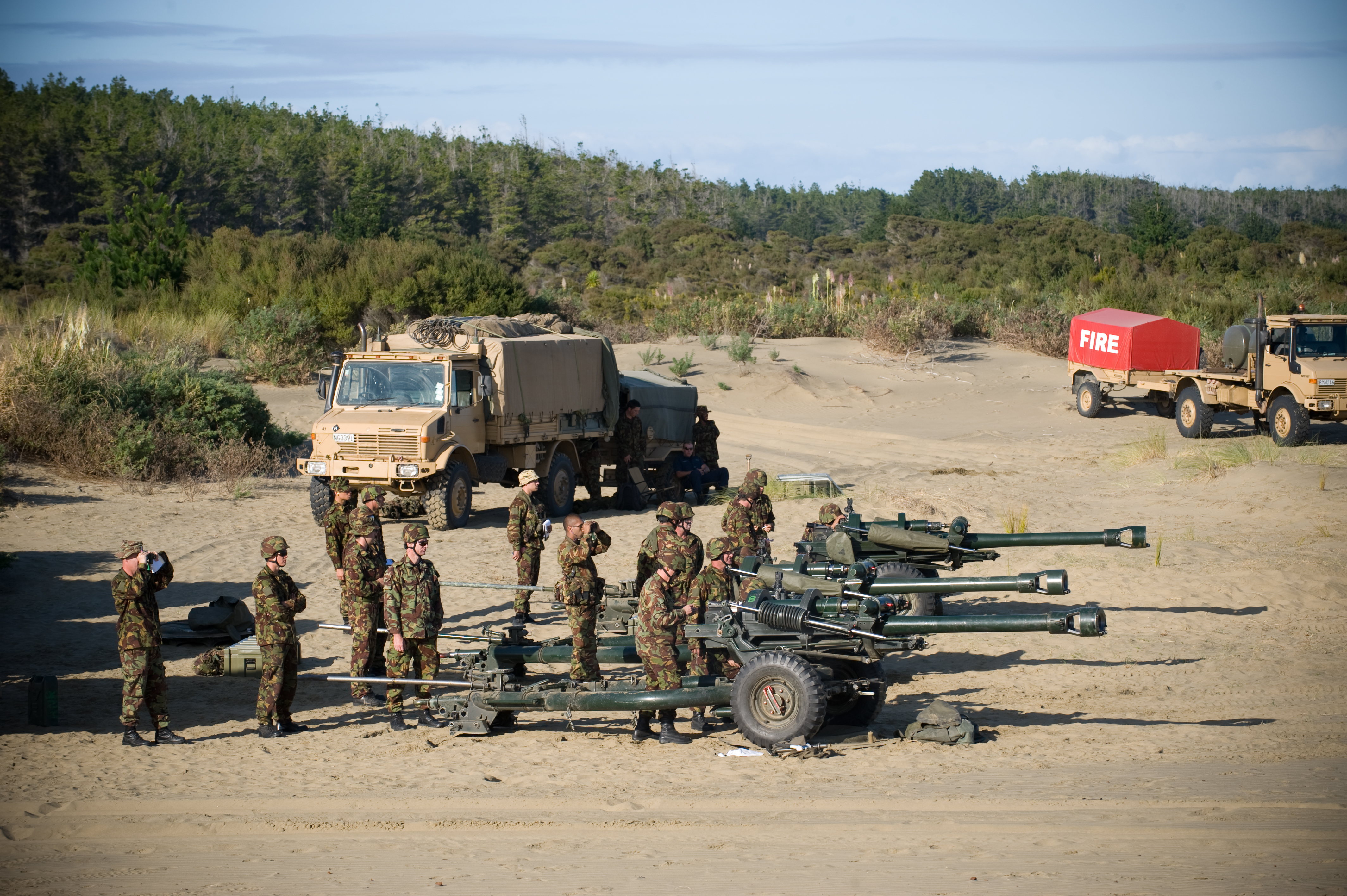
Batterie de L118 light gun de 105 mm néo-zélandais en 2010.

- 1st Battalion, Royal New Zealand Infantry Regiment basé à Linton, infanterie légère;
- 2/1st Battalion, Royal New Zealand Infantry Regiment basé à Burnham, infanterie légère;
- Queen Alexandra’s Mounted Rifles basé à Linton, blindé léger;
- 16th Field Regiment basé à Linton, artillerie et mortiers (unique régiment actuellement du Royal Regiment of New Zealand Artillery (en));
- 2nd Engineer Regiment basé à Linton, génie militaire;
- 1st New Zealand Signals Regiment basé à Linton, transmissions;
  - 3rd Signals Squadron à Burnham, communications;
- New Zealand Military Police Unit basé à Trentham Military Camp (en), police militaire ;
- 2nd Combat Service Support Battalion basé à Linton,
- 3rd Combat Service Support Battalion basé à Burnham, logistique ;

• 2nd Health Support Battalion basé à Linton, service de santé.
1st NZ Special Air Services Regiment, basé à Papakura, forces spéciales;
Reserve Force
3 bataillons d'infanterie depuis le 17 mars 2013 contre 6 auparavant, deux dans l'Île du Nord et un dans l'île du Sud
- 2th/4th Battalion, Royal New Zealand Infantry Regiment, 3 compagnies, QG à Burnham ;
- 3th/6th Battalion, Royal New Zealand Infantry Regiment, 3 compagnies, QG à Papakura;
- 5th/7th Battalion, Royal New Zealand Infantry Regiment (en), 3 compagnies, QG au Trentham Military Camp.

Training and Doctrine Command
- Land Operations Training Centre basé dans les campus de Manawatu et Hokowhitu, avec des écoles à Waiouru, Linton, Trentham et Burnham, responsable de l'entrainement, de la validation des doctrines de combat et logistique ;
- Army Depot basé à Waiouru, entrainement des recrues ;
- Army Command School basé à Waiouru, entrainement des officiers.

## Équipements dans les années 2010

### Véhicules de combat d'infanterie

Fantassins et véhicules de combat d'infanterie VBL III néo-zélandais, le seul blindé de combat néo-zélandais, en 2009 au camp militaire de Waiouru.

- 105 x VBL III (nom local :NZ Light Armoured Vehicle (NZLAV)) réceptionnés entre 2006 et 2008[8]
  - 95 Infantry Mobility Vehicle (IMV)
  - 7 Light Obstacle Blade Vehicle (LOB)
  - 3 Recovery Vehicle (LAV-R)

20 sont stockés à partir de 2012, 30 à partir de 2019, et 20 vendus au corps des fusiliers marins de la marine chilienne en 2022.

### Véhicules opérationnels légers
- 352 x Pinzgauer haute-mobilité tout-terrain (248 non-blindés / 60 blindés)
  - 122 / 23 version commandement et contrôle
  - 68 / 37 crew served weapon carrier variants
  - 95 version de service général
  - 15 version porte-conteneurs/s
  - 8 version ambulance
  - 13 opérations spéciales

### Véhicules de support
- Camions Unimog U1700
- 194 camions moyens et lourds MAN SX (en) HX 58, HX 60 et HX 77[10] commandés en 2013 et finis de livrer en 2015[11].
- Supacat HMT (SC Group (en)) (NZSAS)

### Fusils d'assaut
- LMT CQB16, commandé à 8 800 exemplaires en 2015 pour remplacer le Steyr AUG comme fusil de service standard dans l'ensemble des forces néo-zélandaises à partir de 2016[12].
- Steyr AUG, depuis 1988.
- Fusil Semi-Automatique L1A1, en stock.

### Pistolets
- Glock 17, contrat signé en novembre 2015 pour 1 900 pistolets destinés à remplacer le Sig-Saueur P226 pour l'ensemble des forces armées[13].
- Sig-Sauer P226, en service depuis 1992

### Mitrailleuses
- Browning M2 de 12,7 × 99 mm OTAN
- FN MAG 58 de 7,62 × 51 mm Otan
- FN Minimi de 5,56 × 45 mm Otan, elle est utilisée depuis 1988 en tant que mitrailleuse légère sous l'appellation C9 Minimi. En février 2012, la Minimi 7,62 TR utilisant comme son nom l'indique une munition de 7,62 × 51 mm Otan est sélectionnée pour remplacer la C9 LSW Minimi sous le nom 7.62 LSW Minimi[14].

### Lance-grenades
- M203

### Fusils à pompe
- Benelli M3 Super 90

### Fusils de précision
- Accuracy International AW50 de 12,7 × 99 mm OTAN
- L96A1 de 7,62 × 51 mm Otan
- LMT 308 MWS de 7,62 × 51 mm Otan

### Artillerie
- 24 canons L118 light gun (version L119) de 105 mm
- 50 mortiers L16A2 de 81 mm
- Mortiers légers M6C-640T (en) de 60 mm

### Missiles et roquettes
- 24 lance-missiles antichars FGM-148 Javelin et 120 missiles livrés en juin 2006[15], d'autres missiles commandés en 2014[16].
- 42 Carl Gustav de 84 mm
- M72 LAW de 66 mm
- 12 lance-missiles sol-air à très courte portée Mistral, en service depuis 1999[17].